# Industrie- und Handelskammer Siegen
Die Industrie- und Handelskammer Siegen (kurz IHK Siegen, bis 1924: Handelskammer Siegen, 1931–1942: Industrie- und Handelskammer Siegen-Olpe-Dillenburg) ist eine Industrie- und Handelskammer mit Sitz in Siegen.
Der Kammerbezirk umfasst den Kreis Olpe und den Kreis Siegen-Wittgenstein.

## Geschichte
1833 wurde durch den Oberpräsidenten der Provinz Westfalen Ludwig von Vincke ein Kultur- und Gewerbeverein in Siegen ins Leben gerufen. Dieser privatrechtliche Verein sollte sich zwar nach Satzung um Fragen von Handel und Gewerbe kümmern, setzte den Schwerpunkt seiner Arbeit jedoch auf die Landwirtschaft.
Durch Verordnung vom 11. Februar 1848 wurde nach der Märzrevolution in Preußen das Handelskammerrecht neu geordnet. Aufgrund dieser Verordnung wurden 33 Handelskammern gegründet, darunter als eine der ersten die Handelskammer Siegen.
Mit allerhöchstem Erlass vom 25. Mai 1849, betr. die Errichtung einer Handelskammer für den Kreis Siegen wurde die Handelskammer Siegen eingerichtet. Das Kammergebiet entsprach dem Kreis Siegen. Sie bestand zunächst aus 11 Mitgliedern (bei der Wahl wurden 6 Stellvertreter mitgewählt).
Die am 7. August 1849 gewählten Mitglieder der ersten Kammer waren
- Heinrich Klein zu Siegen
- Jacob Hambloch zu Crombach
- Kommerzienrat Martin Ness zu Siegen
- Heinrich Börner zu Siegen
- Jacob Holzklau zu Siegen
- H.D.F. Schneider zu Neunkirchen
- L.R. Stahlschmidt zu Ferndorf
- Hermann Hövel zu Fickenhütten
- Oberförster Borländer zu Allenbach
- J.H. Wurmbach zu Winterbach
- David Ness zu Siegen

Am 15. Oktober 1849 fand die konstituierende Sitzung der Kammer statt.
Seit 1924 trug die Kammer den Namen Industrie- und Handelskammer Siegen.
Zum 1. Januar 1930 wurde der Kammerbezirk um den benachbarten Kreis Olpe erweitert. Zum 1. April 1931 kam auch noch der Kreis Dillenburg hinzu. Die drei Kammern IHK Siegen, Olpe und IHK Dillenburg fusionierten zur Industrie- und Handelskammer Siegen-Olpe-Dillenburg. Der Kammerbezirk umfasste nun die Stadt Siegen, die Landkreise Siegen und Olpe, den Dillkreis, den Oberwesterwaldkreis und den größten Teil des Kreises Biedenkopf.
Mit der Machtergreifung der Nationalsozialisten 1933 erfolgte auch die Gleichschaltung der Kammer. Kammerpräsident und Hauptgeschäftsführer wurden aus ihren Ämtern entfernt. Die Selbstverwaltung der Wirtschaft wurde beendet, die Kammer nach dem Führerprinzip organisiert. An Stelle der gewählten Vollversammlung trat nun ein vom Präsidenten ernannter Beirat.
1942 wurde die IHK Siegen-Olpe-Dillenburg aufgelöst und in die Gauwirtschaftskammer Westfalen-Süd eingegliedert. Der Bezirk der früheren IHK Dillenburg kam hingegen zur Gauwirtschaftskammer Hessen-Nassau.
Nach dem Zweiten Weltkrieg wurde die Gauwirtschaftskammer aufgelöst und die alten IHKs neu gebildet. Durch den Kammerbezirk der IHK Siegen-Olpe-Dillenburg verlief nun eine Landesgrenze. Daher bildete sich eine selbstständige IHK Dillenburg (die 2008 in der IHK Lahn-Dill aufging).

## Veröffentlichungen
Seit 1977 sind in der „Schriftenreihe der Industrie- und Handelskammer Siegen“ über 100 Bände erschienen.

## Personen

### Präsidenten
- Friedrich Jütte (1927–1933)
- Ottomar Jüngst (1933–1945)
- Albert Ludwig Juncker (1946–1952)
- Bernhard Weiss (1953–1973)
- Henning Schleifenbaum (1973–1986), Ehrenpräsident
- Manfred Dango, Ehrenpräsident, Dango & Dienenthal Maschinenbau GmbH
- Franz Becker (2002–2008), Ehrenpräsident, Becker GmbH
- Klaus Th. Vetter (2008–2014), Ehrenpräsident, Vetter Holding GmbH
- Felix G. Hensel, (2014–2022), Ehrenpräsident, Gustav Hensel GmbH & Co. KG
- Walter Viegener, (seit 2022), Viega GmbH & Co. KG[3]